# Barista

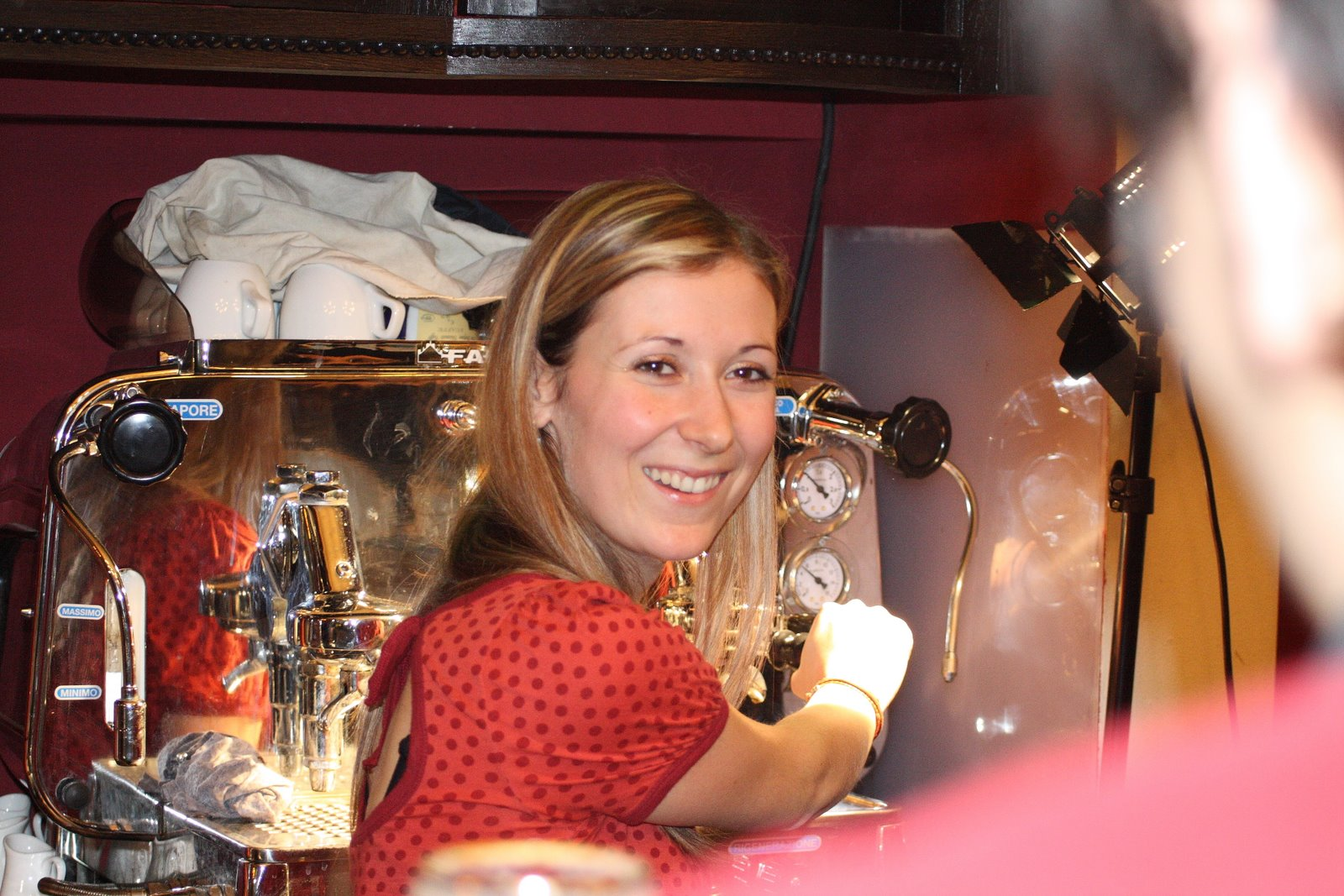
Česká baristka Petra Veselá při přípravě kávy

Barista je člověk, který se specializuje na přípravu a výrobu kvalitní kávy, obzvláště espressa a nápojů založených na espressu.
Své schopnosti porovnávají baristé na různých mezinárodních i národních kláních. Vrcholnou akcí je Mistrovství světa baristů (World Barista Championship), kam postupuje vítěz národního mistrovství každé členské země kávové asociace. V ČR soutěže baristů založili v roce 2003 Roberto Trevisan a Štěpánka Havrlíková.

## Baristický kurz
Pro založení vlastní kavárny nesmí chybět živnostenský list na hostinskou činnost, která vyžaduje praxi a vzdělání/akreditovaný kurz. 